# 成岩町
成岩町（ならわちょう）は、愛知県知多郡にかつて存在した町。現在の半田市南部に該当する。

## 歴史

### 沿革
- 江戸時代初期、成岩村は、知多郡で最も広く、最も人口の多い村という記録がある[注釈 1]。江戸末期は犬山藩領、尾張藩領であった。
- 1889年（明治22年）10月1日 - 町村制施行により成岩村が成立する。
- 1890年（明治23年）12月17日 - 町制施行し、成岩町となる。
- 1937年（昭和12年）10月1日 - 半田町、亀崎町と合併し半田市となる。
- 1957年（昭和32年） - 半田市内旧成岩町域は、同市岩本町・成岩東町・坂山町・神田町・吉田町・君ケ橋町・四方木町・椎ノ木町・新野町・大湯町・神代町・池田町・高峰町・黒石町・田代町・金山町・桃山町・三ツ池町・鵜ノ池町・横山町・行人町・十三塚町・稲荷町・鴉根町・春日町・東郷町・宮本町・彦洲町・新宮町・山代町・南二ツ坂町・桐ヶ丘・天神町・仲田町・栄町・寺町・前潟町・新浜町・川崎町・青山町・冨士ヶ丘・花園町・有楽町・旭町・昭和町にそれぞれ編入される[1]。

## 教育
- 成岩第一尋常高等小学校（現・半田市立成岩小学校）

## 交通機関
- 武豊線
  - 東成岩駅
- 知多鉄道
  - 成岩駅、南成岩駅

## 神社・仏閣
- 成岩神社
- 成石神社
- 板山神社
- 波寄神社
- 無量寿寺
- 常楽寺
- 安養寺

## その他
成岩には「榊原」という姓が多数存在する。これは1875年（明治8年）に布告された平民苗字必称義務令によって平民にも苗字が義務づけられた際に、住民の多くがかつてこの地を治めていた榊原氏の姓を借りたからと佐久間英の著書「珍姓奇名」では紹介されている。同書によれば、出版当時（1965年）は成岩の五千世帯のうち六百三十世帯余が榊原姓だった。また、同書には、合併のころ小学校の校長を務めていた人物の話として「在職当時、さほど大きくもなかった町に何百軒も榊原があったものだから、名前で呼び合おうにもそれまで同じものがクラスに三、四人もいたから榊原三郎のイ、榊原三郎のハというふうにイロハで区別した」という逸話が紹介されている。